# Plasminogenaktivator
Plasminogenaktivator, PA, är ett proteolytiskt enzym som tillverkas och utsöndras från friska endotelceller i blodkärl. PA katalyserar en reaktion där plasminogen omvandlas till plasmin. Plasmin är i sin tur ett enzym som bryter ned koagulerat blod. Eftersom enzymet förekommer i vävnaderna kallas det oftast tissue plasminogen activator, tPA.
Ett läkemedel som stödjer denna process vid bland annat slaganfall är Actilyse (generiskt namn alteplas) som tillverkas och tillhandahålls av Boehringer Ingelheim GmbH Tyskland.